# Élisabeth Platel
Pour les articles homonymes, voir Platel.
Scènes principales
Opéra national de Paris
Élisabeth Platel, née le 10 avril 1959 à Paris, est une danseuse et professeur de ballet française, étoile du ballet de l'Opéra national de Paris. 
Depuis 2004, prenant la succession de Claude Bessy, Élisabeth Platel est directrice de l'école de danse de l'Opéra national de Paris.

## Les débuts
Fille d'un universitaire et d'une assistante administrative, elle est élève au lycée Claude-Debussy de Saint-Germain-en-Laye, et aux lycées Octave-Gréard et Racine (Paris).
Après des études de danse au conservatoire de Saint-Germain-en-Laye, Élisabeth Platel entre au Conservatoire de Paris dans la classe de Christiane Vaussard où elle obtient un premier prix en 1975.

## Dans le ballet de l'Opéra de Paris
Engagée en 1976 dans le corps de ballet de l'Opéra de Paris, Élisabeth Platel est promue sujet en 1978 et remporte, la même année, la médaille d'argent au Concours international de ballet de Varna.
Première danseuse en 1979, elle obtient ses premiers rôles de soliste et est choisie par Maurice Béjart pour être la partenaire de Jean Babilée dans Life (juin 1979). 

## Danseuse étoile
Le 23 décembre 1981, Élisabeth Platel est nommée étoile alors qu'elle interprète le rôle de Giselle pour la première fois. Elle se voit confier tous les grands rôles du répertoire classique. Rudolf Noureev en fait d'ailleurs sa danseuse attitrée.
En tournée mondiale avec Manuel Legris et Nicolas Le Riche, elle parcourt les scènes internationales en 2000, un an après ses adieux sur la scène de l'Opéra de Paris, dans le rôle-titre de La Sylphide.
En 2001, elle participe au film de Dominique Delouche Violette et Mister B., aux côtés notamment de Violette Verdy, Monique Loudières, Nicolas Le Riche et Helgi Tomasson. Élisabeth Platel a tout dansé: Balanchine ;Meyer;Noureev...

## Directrice de l'École de danse
En 2004, Élisabeth Platel est nommée directrice de l'école de danse de l'Opéra de Paris, succédant à Claude Bessy.

## Stage d'été
Élisabeth Platel met en place le stage d'été de l'école de l'Opéra national de Paris pour les jeunes danseurs et danseuses.

## Distinctions

### Décorations
- 1993 :  Chevalière de l'ordre des Arts et des Lettres
- 1998 :  Chevalière de la Légion d'honneur
- 2004 :  Officière de l'ordre national du Mérite
- 2008 :  Officière de la Légion d'honneur[2]
- 2014 :  Commandeure de l'ordre national du Mérite[3]
- 2017 :  Commandeure de l'ordre des Arts et des Lettres[4]

### Récompense
- 1999 : Prix Benois de la danse pour Sylvia de John Neumeier